# Vittorina Benvenuti
Vittorina Benvenuti (* 11. Juni 1884 in Alexandria; † 6. Mai 1965 in Ancona) war eine italienische Schauspielerin.

## Leben
Benvenuti spielte seit Beginn des 20. Jahrhunderts auf der Bühne in Turin – oft in piemontesischen Dialektstücken – und dann in etlichen bekannten Ensembles, wobei sie auch (wie den Orazio in Hamlet neben Ruggero Ruggeri) männliche Rollen übernahm und neben Theatergrößen wie Alfredo de Sanctis, Maria Melato, Marta Abba, Evi Maltagliati und Memo Benassi auftrat, vor allem aber künstlerisch wie privat neben ihrem Kollegen Guglielmo Barnabò zu sehen war.
Nach einer frühen Rolle im stummen La bellezza del mondo wurde Benvenuti ab 1937 für Standard-Nebenrollen als Mutter, Gouvernante, Schwiegermutter oder ältere Freundin engagiert, die die Perfektionistin in angemessener, zurückhaltender Form interpretierte. Selten erhielt sie die Gelegenheit, komplexere Charaktere zu verkörpern, hatte aber die Gelegenheit, unter Regisseuren wie Carlo Ludovico Bragaglia, Alfredo Guarini, Vittorio Cottafavi und Nunzio Malasomma zu arbeiten und bereitete als verlässliche Nebendarstellerin fast unbemerkt den Boden für die Stars der Filme.
Benvenuti arbeitete auch für das Radio; vor dem Zweiten Weltkrieg für die „Ente Italiano per le Audizioni Radiofoniche“ (EIAR), danach für die RAI. Etliche Male war sie für das junge Medium Fernsehen aktiv.

## Filmografie (Auswahl)
- 1926: La bellezza di mondo
- 1951: Bellissima
- 1953: Ein Sonntag in Rom (La domenica della buona gente)
- 1958: Le dritte